# 新里町大久保
新里町大久保（にいさとちょうおおくぼ）は、群馬県桐生市の町名である。郵便番号は376-0133。

## 概要
桐生市の西部、新里町の北部に位置する。旧新里村大久保にあたり、新里町赤城山・板橋・関・高泉・奥沢・上鶴ケ谷とともに桐生市第十九区に属する。
東部は新里町奥沢に、東南部は新里町鶴ケ谷に、西南部は新里町山上に、西部は新里町関に、北部は新里町高泉にそれぞれ接する。
国道353号と群馬県道336号梨木香林線が通じる。地域の中部にシャクナゲの名所として知られる成田山赤城寺がある。

## 世帯数と人口
2022年（令和4年）1月31日現在の世帯数と人口は以下の通りである。
| 町丁         | 世帯数  | 人口  |
| ------------ | ------- | ----- |
| 新里町大久保 | 199世帯 | 507人 |

## 小・中学校の学区
市立小・中学校に通う場合、学区は以下の通りとなる。
| 番地 | 小学校               | 中学校             |
| ---- | -------------------- | ------------------ |
| 全域 | 桐生市立新里北小学校 | 桐生市立新里中学校 |

## 交通

### 鉄道
町内に鉄道駅はない。

### 道路
- 国道353号

## 施設
- 桐生市立新里北小学校
- 赤城寺

## 避難所
- 桐生市立新里北小学校（洪水災害、土砂災害、地震、大規模火災、内水氾濫時の緊急避難場所及び指定避難所）[7]